# Planě rostoucí rostlina

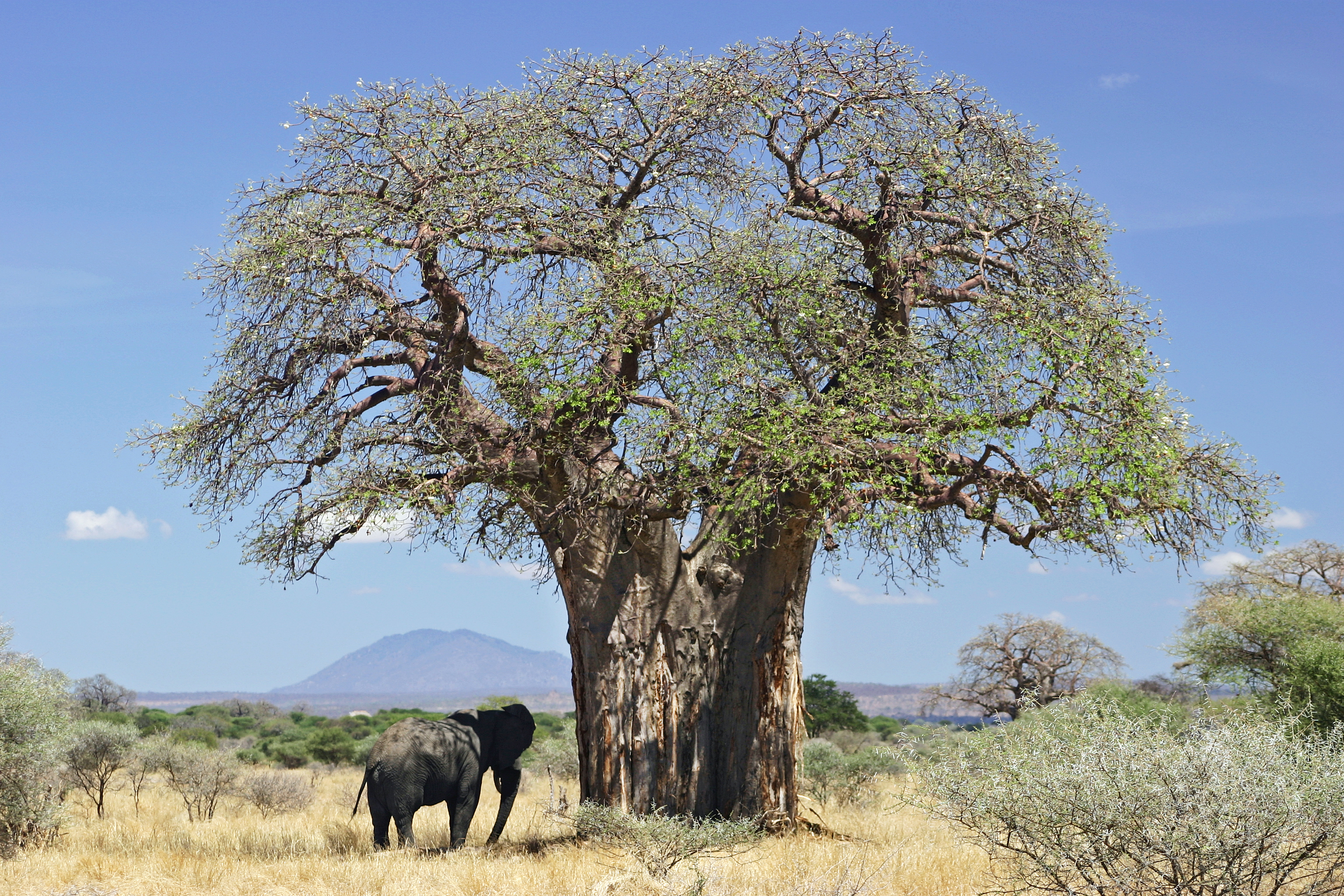
Baobab prstnatý – jedna z planě rostoucích rostlin

Planě rostoucí rostlina je jedinec nebo kolonie rostlin, které se samovolně rozmnožují bez lidského přičinění. V České republice je planě rostoucí rostlina definována zákonem České národní rady č. 114/1992 Sb., o ochraně přírody a krajiny, ze dne 19. 2. 1992 ve znění pozdějších změn.

## Vývoj
Na planě rostoucí rostliny je od samého počátku vyvíjen tlak k evoluční adaptaci na měnící se přírodní podmínky; dnes rostoucí rostliny jsou potomci těch, které se dokázaly změnám přizpůsobit. Lidé se od počátku neolitu učí využívat dostupné rostliny a postupným šlechtěním je přetvářejí v tzv. kulturní rostliny. Mění je tak, aby jejich užitná hodnota neustále stoupala, a přizpůsobují je k růstu v nepůvodních klimatických i půdních podmínkách.
Plodů, dřeva i jiných částí mnohých planě rostoucích rostlin se využívá, aniž by byly rostliny šlechtěny nebo záměrně rozmnožovány. Například rozsáhlé tropické a subtropické lesy využívají domorodci po staletí stejným způsobem a jejich obnovu ponechávají na přírodě. Obdobně se chovají „kulturní lidé“, kteří sbírají lesní plody (borůvky, brusinky, lesní jahody) nebo bez náhrady vytěžují Amazonii.

## Význam
Zájem o planě rostoucí rostliny, které přímo neslouží k uspokojování lidských materiálních nebo estetických potřeb vyplynul z poznání, že je nutno zachovat pokud možno nezdevastovanou přírodu i pro další generace, že tyto rostliny tvoří přírodní dědictví, jehož estetické, vědecké, kulturní, rekreační, hospodářské a další hodnoty je třeba uchovávat a předávat dalším generacím. Praktický přínos některých druhů (např. u brambor) se projevuje již dnes, když se zpětně kříží vyšlechtěné odrůdy s původními kvůli zvýšení přirozené ochrany před škůdci. Z lékařského hlediska jsou významné nově objevované rostlinné substance.
Mnohé planě rostoucí rostliny se dokázaly přizpůsobit změnám tak dokonale, že rostou ve formě plevelů téměř v symbióze s kulturními rostlinami. Jiné mají silný rozmnožovací potenciál a pokud se dostanou do nových míst (nejčastěji působením člověka), kde naleznou výhodnější životní podmínky, stanou se invazivními rostlinami (např. křídlatka).

## Ochrana
Jednou z prvních významných akcí na ochranu planě rostoucích rostlin byla v rámci celé Evropy tzv. Bernská úmluva uzavřená v roce 1979 ve švýcarském Bernu, která vstoupila v platnost ve všech zemích Rady Evropy i v některých nečlenských zemích. Ve smlouvě byla zdůrazněna zvláště nutnost chránit ohrožené druhy. V České republice byl vyhláškou Ministerstvem životního prostředí č. 395/1992 Sb. určen Seznam zvláště chráněných druhů rostlin a v roce 2000 byl Agenturou ochrany přírody a krajiny ČR stanoven Černý a červený seznam cévnatých rostlin České republiky.
Ochrana musí spočívat nejen v zachování životního prostředí, kterému jsou planě rostoucí rostliny přizpůsobeny, ale i v omezení možnosti jejich hybridizace s běžně pěstovanými zemědělskými plodinami nebo rostlinami geneticky modifikovanými.

## Další příklady

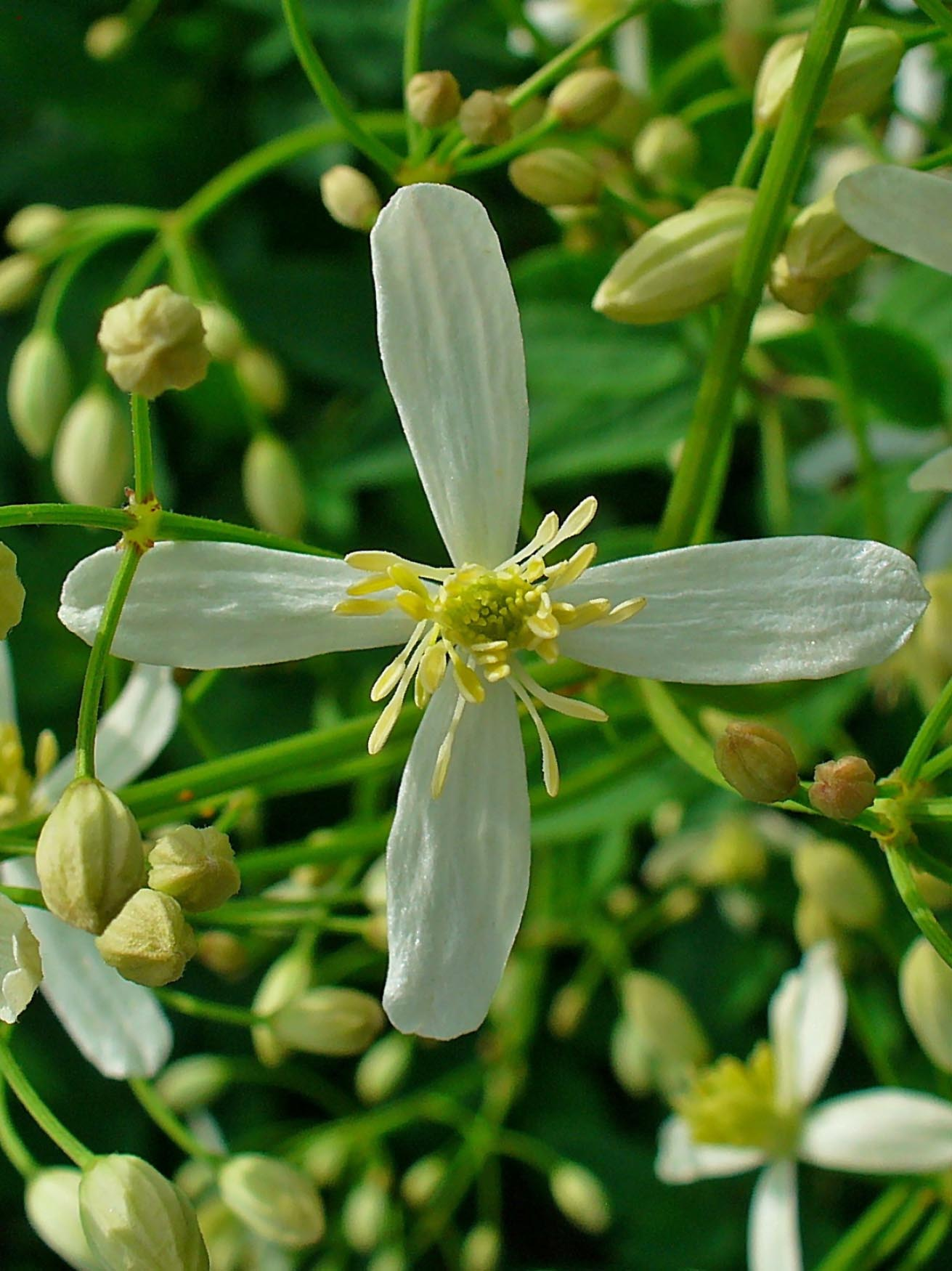
Plamének přímý
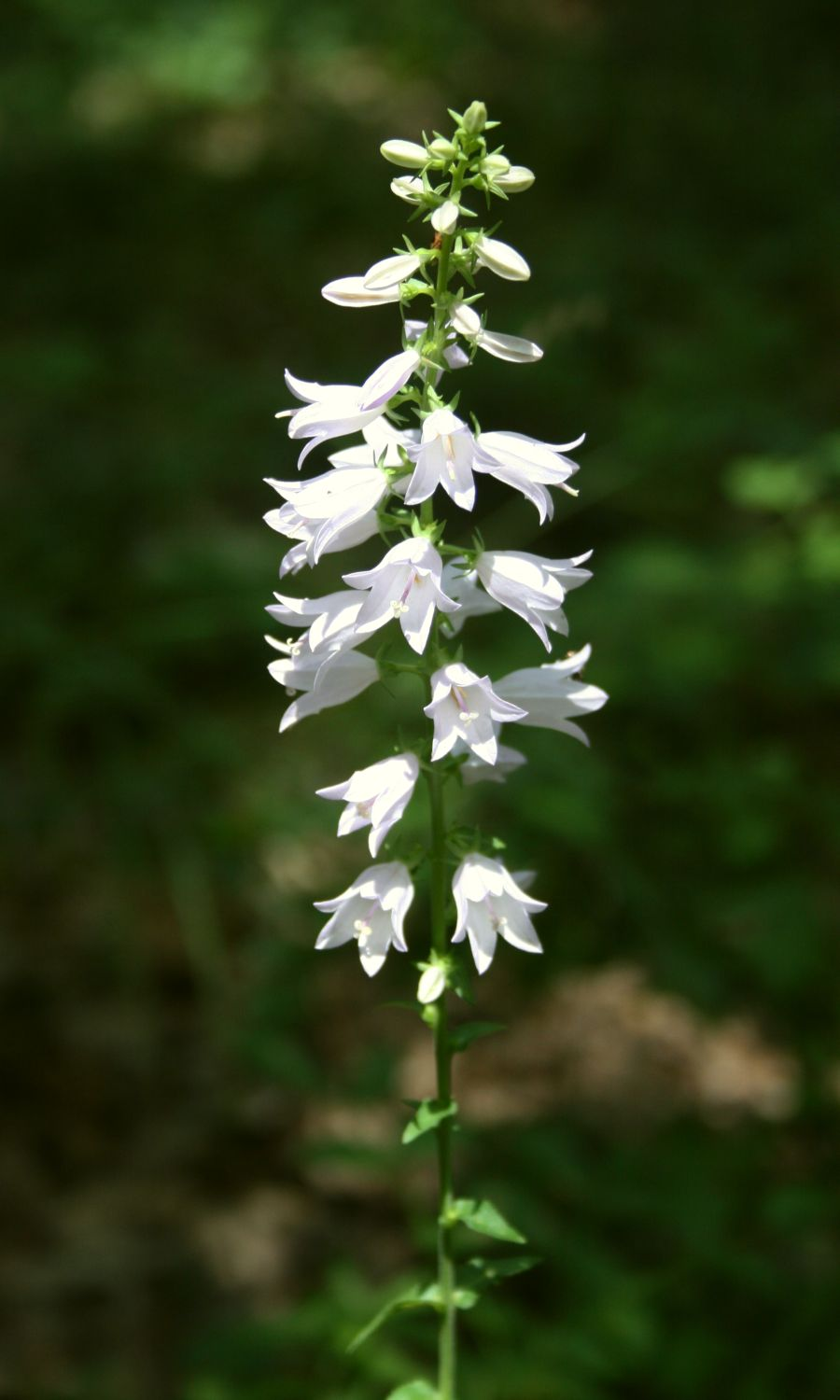
Zvonek boloňský
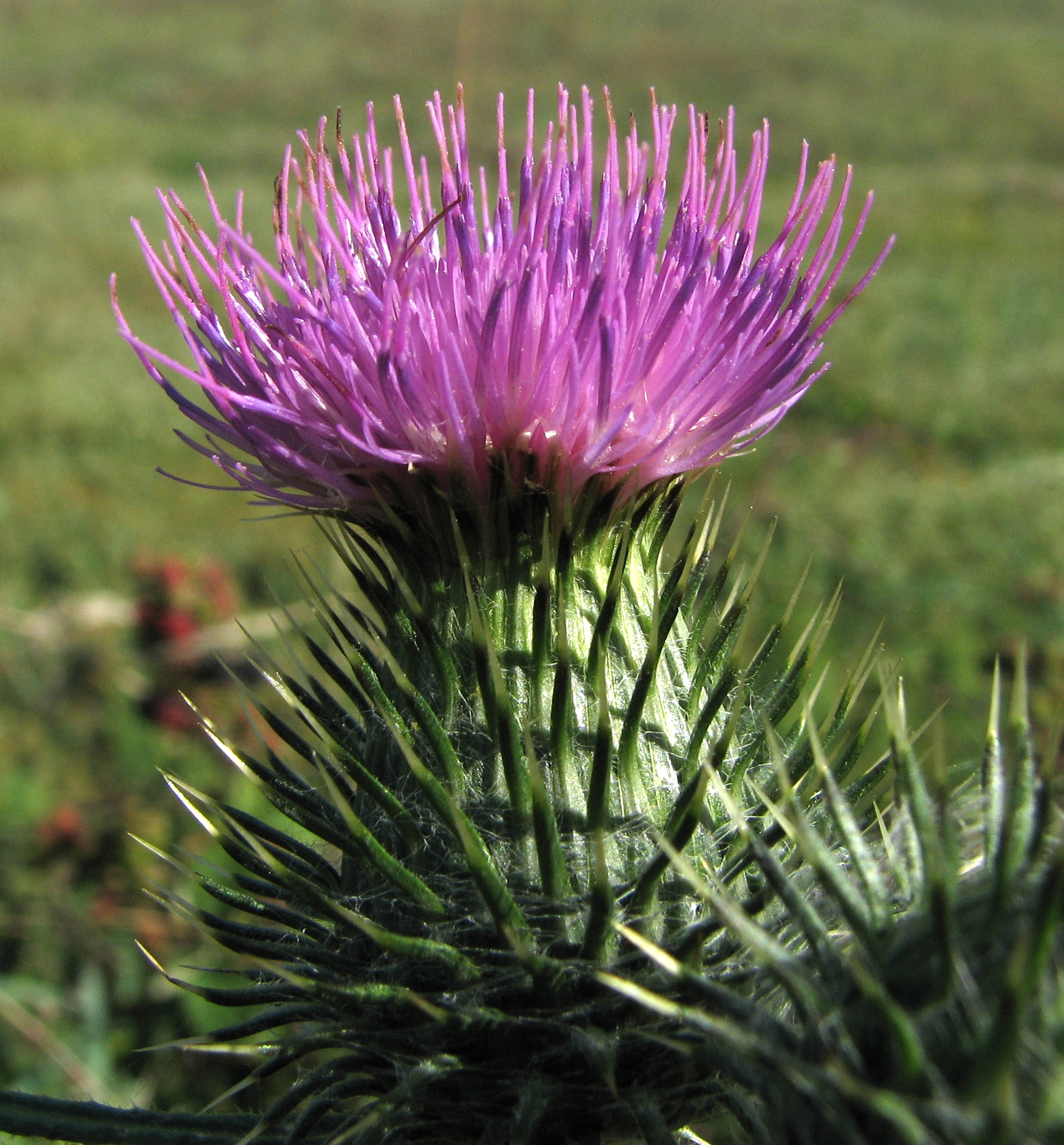
Pcháč obecný
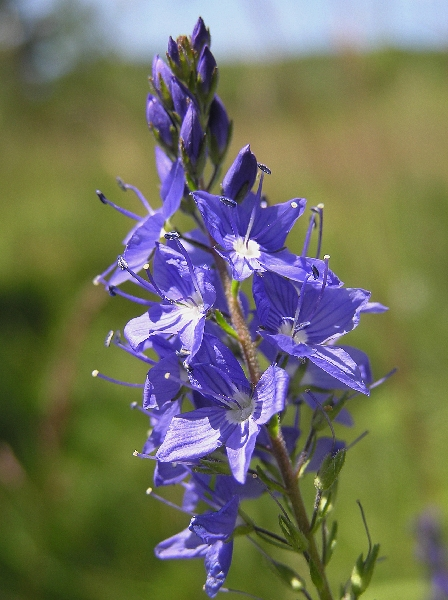
Rozrazil rakouský
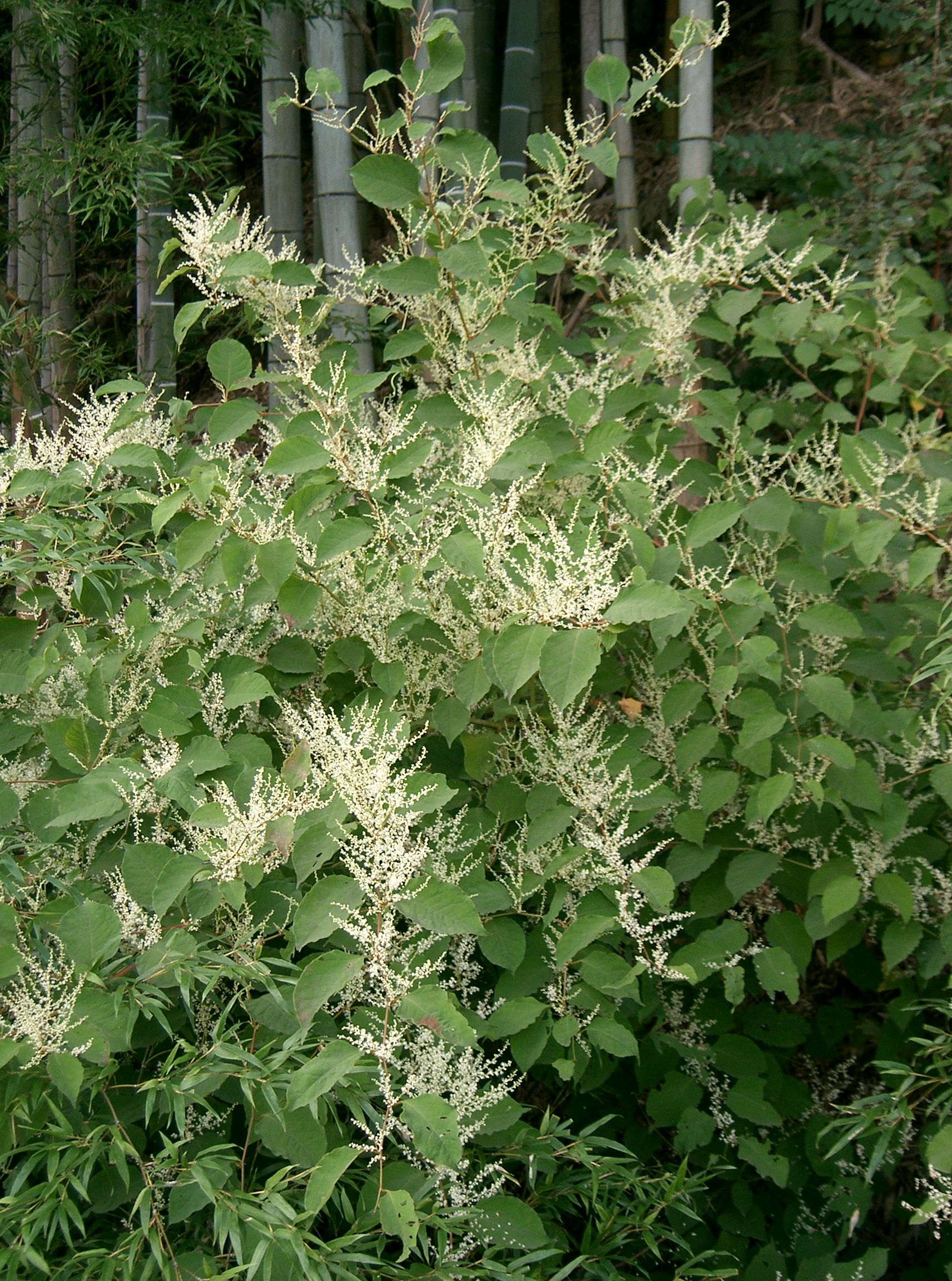
Křídlatka japonská
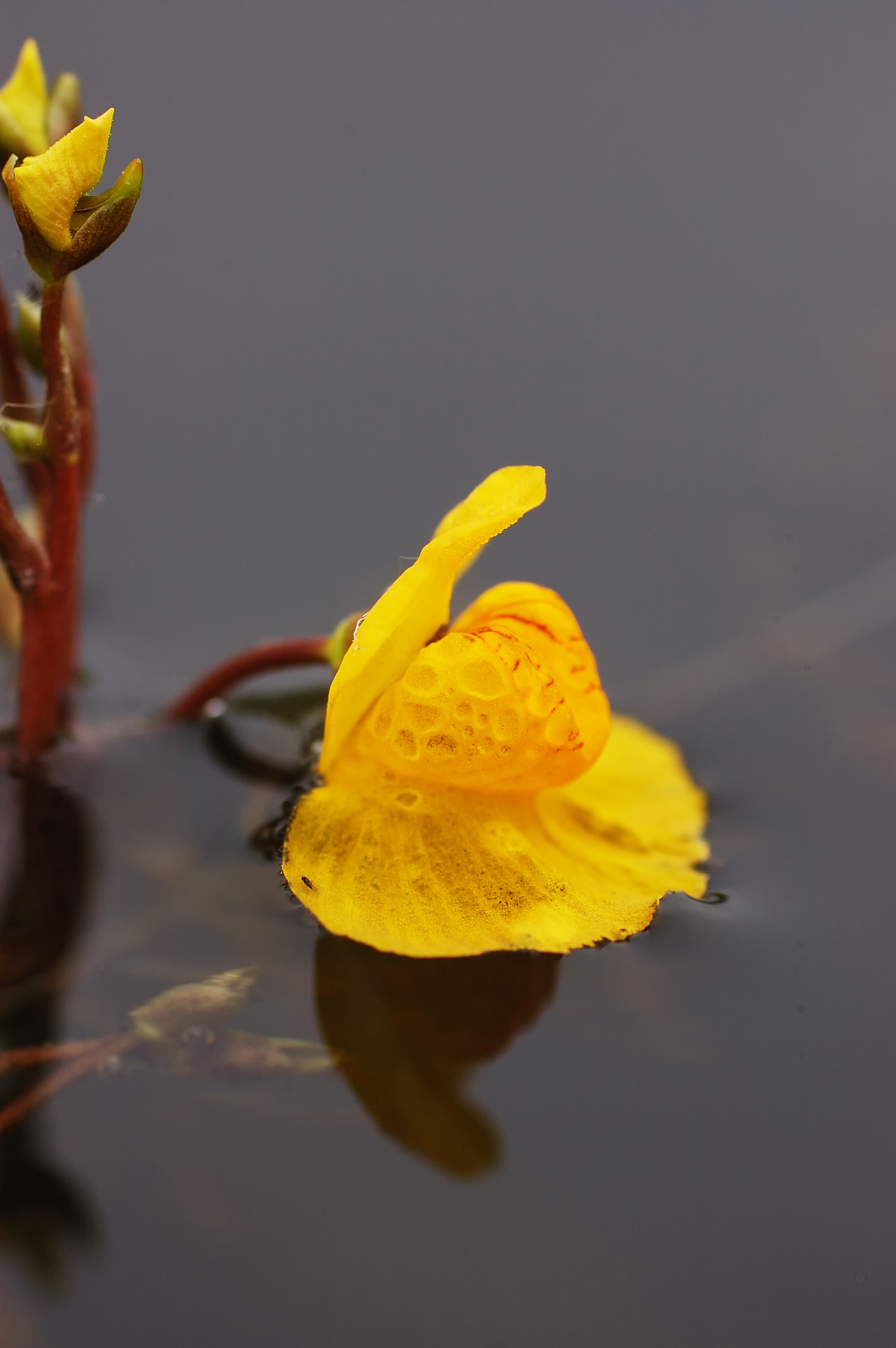
Bublinatka obecná
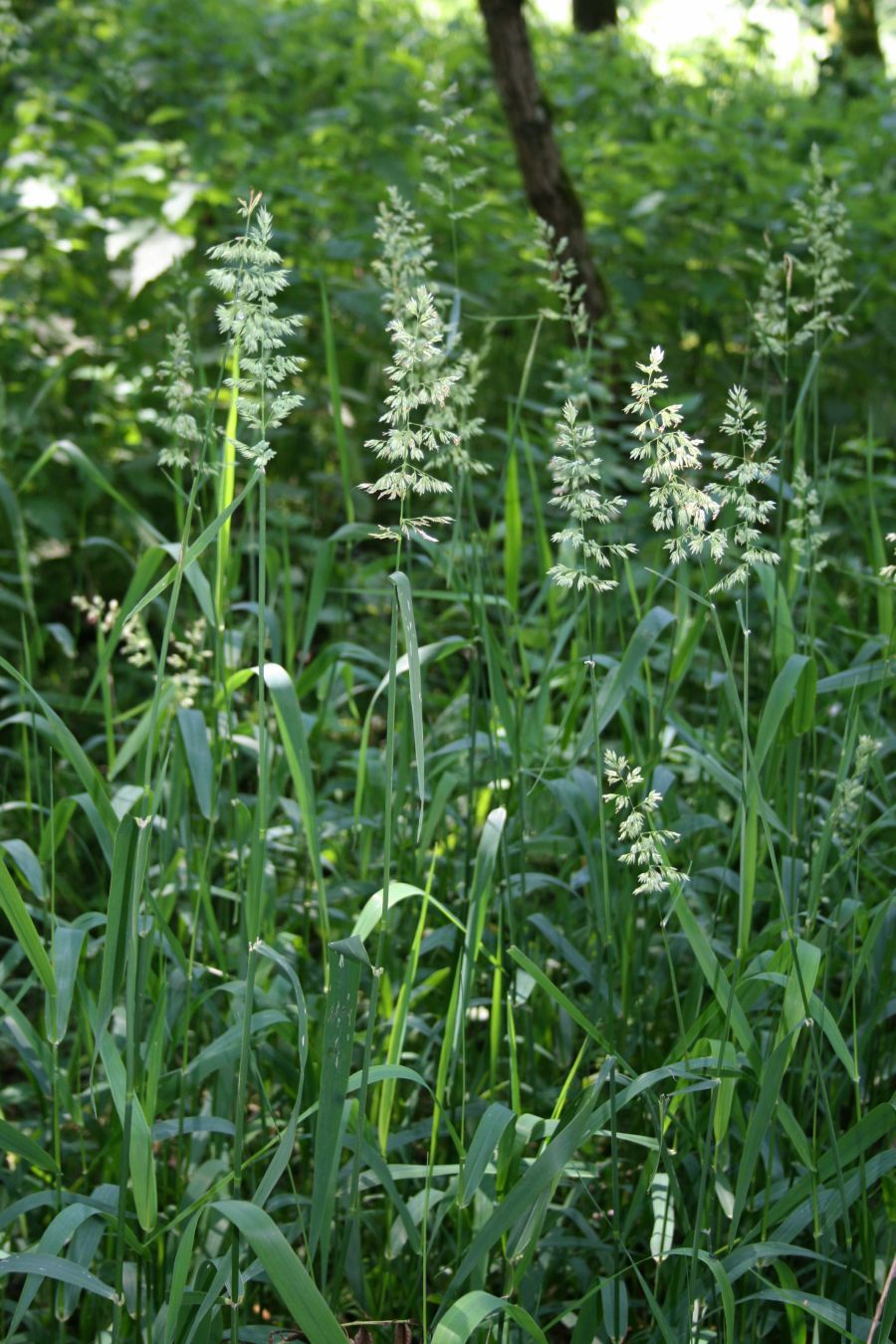
Chrastice rákosovitá
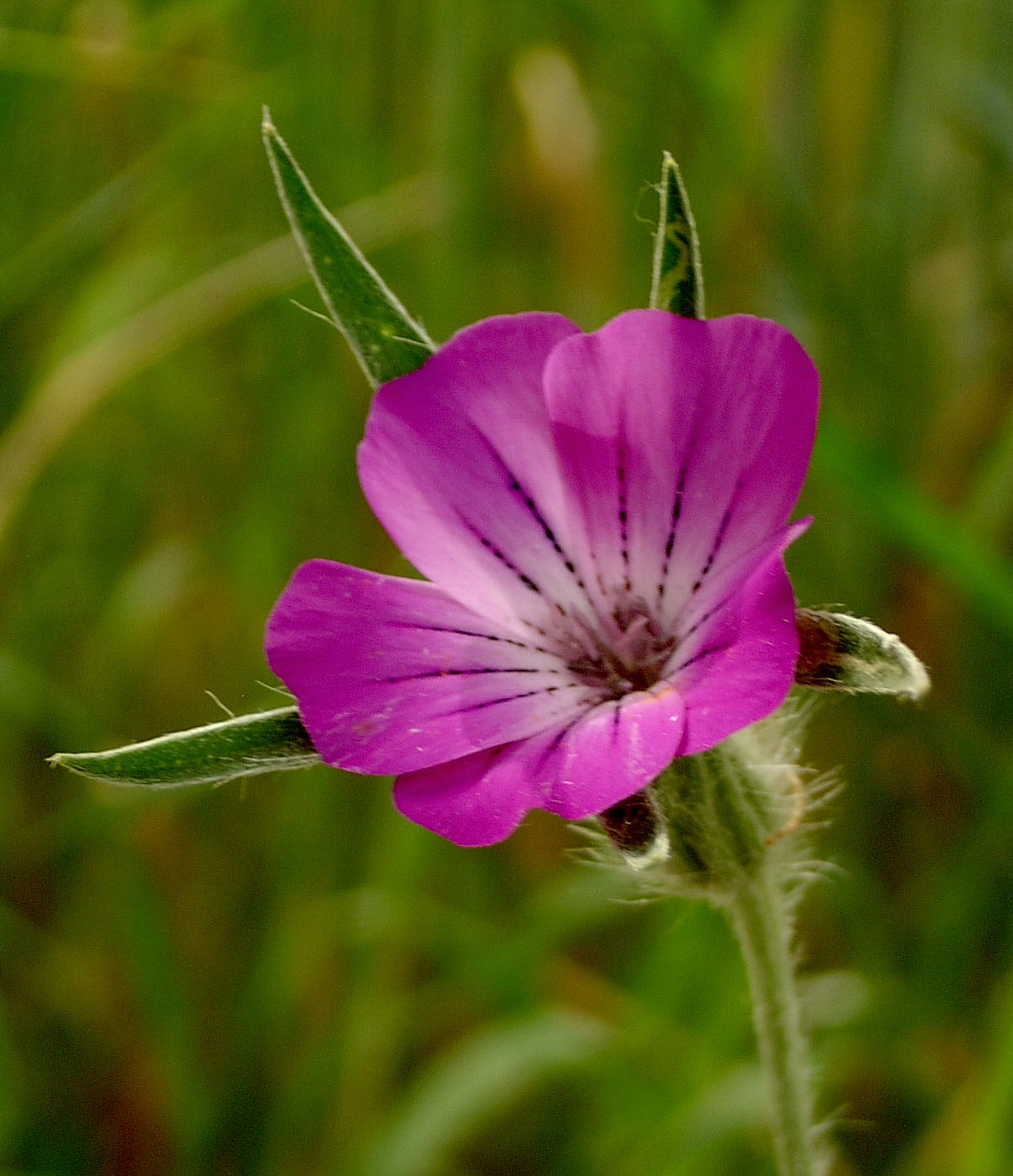
Koukol polní